# Melandro
Il fiume Melandro scorre tra le province di Potenza e di Salerno ed è un importante tributario del Tanagro.
Nasce nei pressi di Sasso di Castalda e poi bagna i territori di Brienza, Satriano di Lucania, Sant'Angelo Le Fratte, Savoia di Lucania  e Vietri di Potenza in Basilicata. Dopo alcuni chilometri, in cui fa da confine tra la Campania e la Basilicata, e più precisamente dal territorio del comune di Vietri di Potenza entra in Campania attraverso il territorio di Caggiano per poi riversarsi prima nel Bianco e poi nel Tanagro in vista degli Alburni.
Nei pressi di Vietri di Potenza, sul suo alveo si possono notare abbondanti tracce di acque salino-solforose. 
Nei pressi della stazione ferroviaria di Stazione di Romagnano-Vietri-Salvitelle avviene la confluenza con il fiume Platano. Quest'ultimo  viene attraversato da un antico ponte, che è comunemente chiamato "Ponte di Annibale", per via della tradizione che vuole sia stato costruito da Annibale in discesa verso il Sud. Nonostante sia un ponte millenario, non è crollato durante il devastante terremoto dell'Irpinia del 1980, a differenza dell'adiacente ponte stradale, di ben più recente costruzione, né durante i numerosi terremoti precedenti, spesso di forte intensità.
Nel 2017, in base alle indagini dell'Arpa lucana sono stati riscontrati la presenza nelle acquee del fiume le autoctone alborella, barbo, cavedano, trota fario e il granchio di fiume oltre al cobite fluviale di incerta origine.  